# أرنالدو خيمينيز فالي
أرنالدو خيمينيز فالي هو سياسي أمريكي، ولد في 10 ديسمبر 1965 في أريسيبو في الولايات المتحدة. نشط حزبياً في الحزب التقدمي الجديد.